# Eparchia Kerenu
Eparchia Kerenu (łac. Eparchia Kerensis) – eparchia Kościoła katolickiego obrządku erytrejskiego w Erytrei, z siedzibą w mieście Keren w regionie Anseba. Została erygowana jako sufragania metropolitalnej archieparchii Addis Abeby 21 grudnia 1995 r. konstytucją apostolską Communitates in orbe papieża Jana Pawła II. Eparchia powstała poprzez wyłączenie z terytorium eparchii Asmary. 

## Biskupi
- Tesfamariam Bedho (21 grudnia 1995 - 29 lipca 2002)
- Kindane Yebio (od 4 stycznia 2003-)